# Theo Linz
Theo Linz, Pseudonym von Theodor Julius Geyer, (* 1928 in Linz; † 1. November 2009) war ein österreichischer Maler, Zeichner, Filmemacher, Kulturjournalist und Gastwirt.

## Leben und Wirken
Der für seine Kreativität und überbordende Phantasie bekannte Künstler studierte ab 1945 an der damaligen Kunstgewerbeschule Linz bei Paul Ikrath und Rudolf Hoflehner, galt von Anfang an als Avantgardist und begann seine Karriere als Maler. In einer Nachkriegsausstellung oberösterreichischer Künstler in Linz im Jahr 1949 diente sein großformatiges Bild als Aushängeschild.
Nach einem Dramaturgie-Studium ab 1952 bei Eberhart Frowein arbeitete er als Drehbuchautor, Regisseur und Produzent in München. Bis 1974 entstanden insgesamt 147 Spiel-, Dokumentar-, Werbe- und Fernsehfilme. In den 1970er-Jahren kam er nach Linz zurück und arbeitete als Redakteur für den ORF.
Linz leitete die erste österreichische Kindergalerie und war Mitglied des Oberösterreichischen Kunstvereins. Einiger seiner Werke befinden sich in der Kunstsammlung des Landes Oberösterreich.

## Einzelausstellungen
1982 wandte er sich neuerlich der Malerei und Grafik zu und zeigte seine Werke in rund dreißig Einzelausstellungen (Auswahl):
- Theo Linz, Fata Morgana 2009, Kubin-Haus Zwickledt, 2007
- Theo Linz, Weltmittelpunkt, Kultur, Instinkte, Oberösterreichischer Kunstverein, Kubin-Haus Zwickledt, 2007
- Welt-Mittel-Punkt-Linz-Kleinodium, Schau des medialen Allround-Künstlers Theo Linz, Nordico, 1998[6]

## Auszeichnungen
- Kulturmedaille der Stadt Linz (1997)